# Спурій Оппій
Спурій Оппій (лат. Spurius Oppius; I століття) — політичний і державний діяч Римської імперії, консул-суффект 43 року.
Походив з давнього римського плебейського роду Оппіїв. Відомо про нього мало. З жовтня по грудень 43 року був консулом-суффектом разом з Квінтом Курцієм Руфом.
Ймовірно є батьком або дядькою Гая Оппія Сабіна, який У 84 році став консулом разом з імператором Доміціаном. Також імовірно є дядькою Гая Оппія Сабіна Юлія Непота Марка Вібія Солемніса Севера, римського сенатора.